# Michał Sieczkowski
Michał Artur Sieczkowski (ur. 26 kwietnia 1978 w Łodzi) – polski aktor telewizyjny, teatralny i filmowy, reżyser.

## Życiorys
Związany z warszawskim Teatrem Polonia. Był asystentem Andrzeja Seweryna i Krystiana Lupy. Jako reżyser debiutował w 2005 r. spektaklem Sallinger. Na ekranie debiutował w czeskim filmie Pramen zivota (2000). Jest prezesem Fundacji Sztuki Arteri i kuratorem międzynarodowego festiwalu sztuki "MARZYCIELE/DREAMERS 2010", będącego przedsięwzięciem tej fundacji i Nowego Teatru w Warszawie.

### Życie prywatne
W lipcu 2009 roku powiedział publicznie, że jest gejem. Jego partnerem jest czeski reżyser Lukáš Trpišovský.

## Filmografia
- 2009−2010: Plebania
- 2007−2008: Klan
- 2009: Mniejsze zło
- 2009: Janosik. Prawdziwa historia
- 2007: Glina − "Matriks" (odc. 15)
- 2007: Regina
- 2007: Ekipa
- 2007: Dwie strony medalu
- 2006: Oficerowie − mecenas Samek reprezentujący Korytę (odc. 10)
- 2006: Fałszerze – powrót Sfory − oficer ABW
- 2004: Stara baśń − Leszek
- 2003: Stara baśń. Kiedy słońce było bogiem − Leszek
- 2002: Zemsta
- 2002: Suplement